# بازيليكا داموس الكريطة

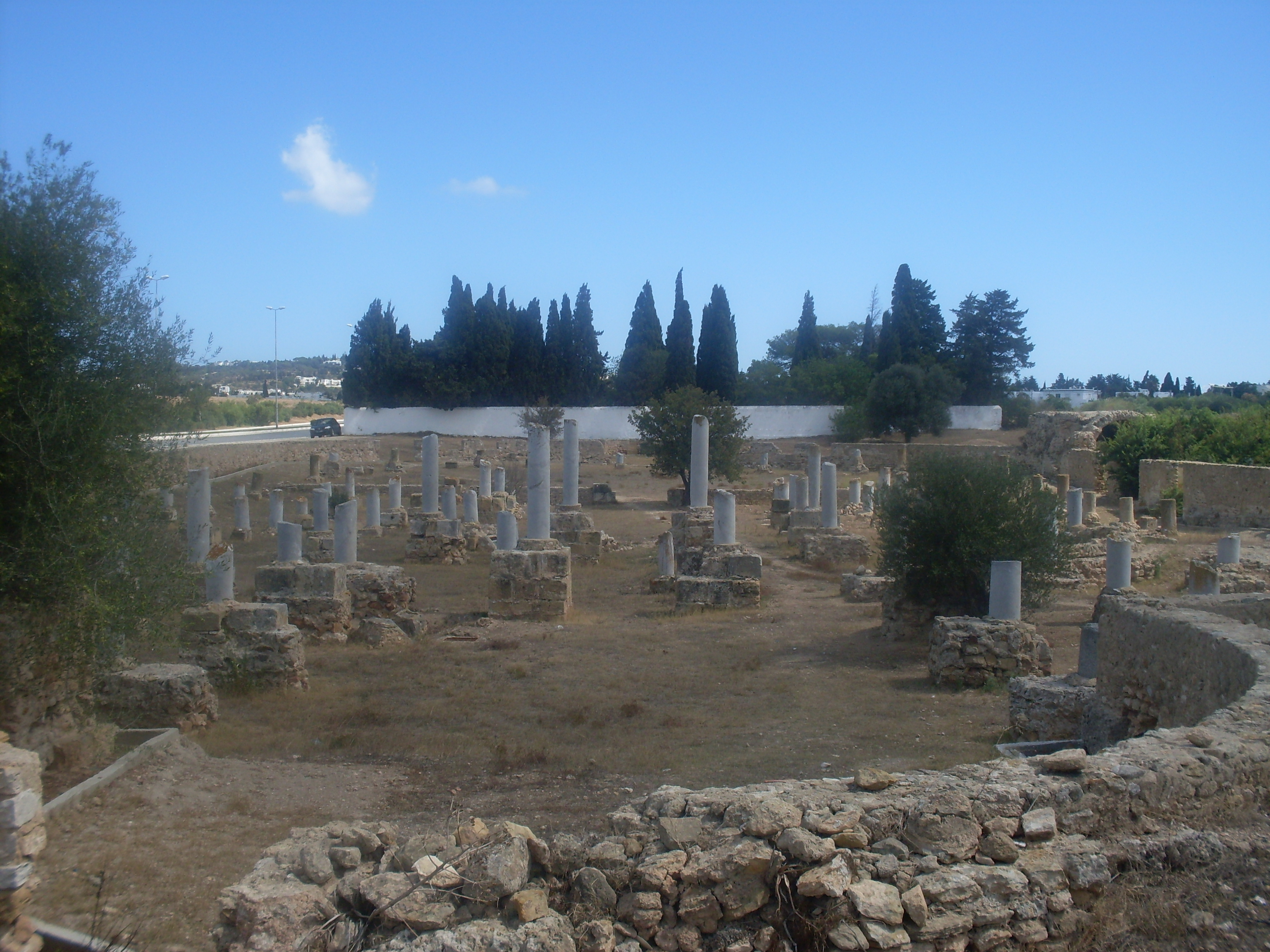
كاتدرائية داموس الكريطة

خريطة مواقع قرطاج الأثرية. كاتدرائية داموس الكريطة عدد 4 و5

بازيليكا داموس الكريطة هو مركب ديني شاسع يضم كنيستان وبعض المباني الملحقة بهما تعود تاريخها إلى فترات لاحقة. أما البازيليكا الأساسية وهي أكبر كاترائيات قرطاج وأعظم ما عثر عليه في افريقية الرومانية (65 م/ 45 م) فإنها تبدو مقسمة إلى أجنحة عديدة بأعمدة لم يبق لها أثر زيادة على جناحين كبيرين يتلاقيان وسط المعلم وينتهي كل منها بصدر في الجنوب الشرقي والجنوب الغربي . وقد قام ألفريد لويس ديلاتر سنة 1878 بحفريات في مخلفاتها وقد توصل إلى الكشف عن أسسها وعثر بها على عدد كبير من النقائش الجنائزية المبتورة في معظمها .